# Cần thăng
Feroniella lucida là một loài thực vật có hoa trong họ Cửu lý hương. Loài này được (Scheff.) Swingle mô tả khoa học đầu tiên năm 1912 publ. 1913.
Tại Việt Nam, cây có tên là Cần Thăng, dùng làm cây cảnh bonsai. Tại Campuchia, cây có tên là Krasang hoặc Krasaing ក្រសាំង, quả được dùng làm gia vị.
Cây gỗ lớn cao đến 25m, vỏ nhám, có gai, lá kép. Hoa mọc ở nách lá, thơm. Quả to cỡ quả quýt, vỏ dày, màu xanh, khi chín màu vàng nâu, ăn được phần thịt quanh hạt, được dùng làm gia vị chế biến món ăn tại Campuchia.

## Hình ảnh

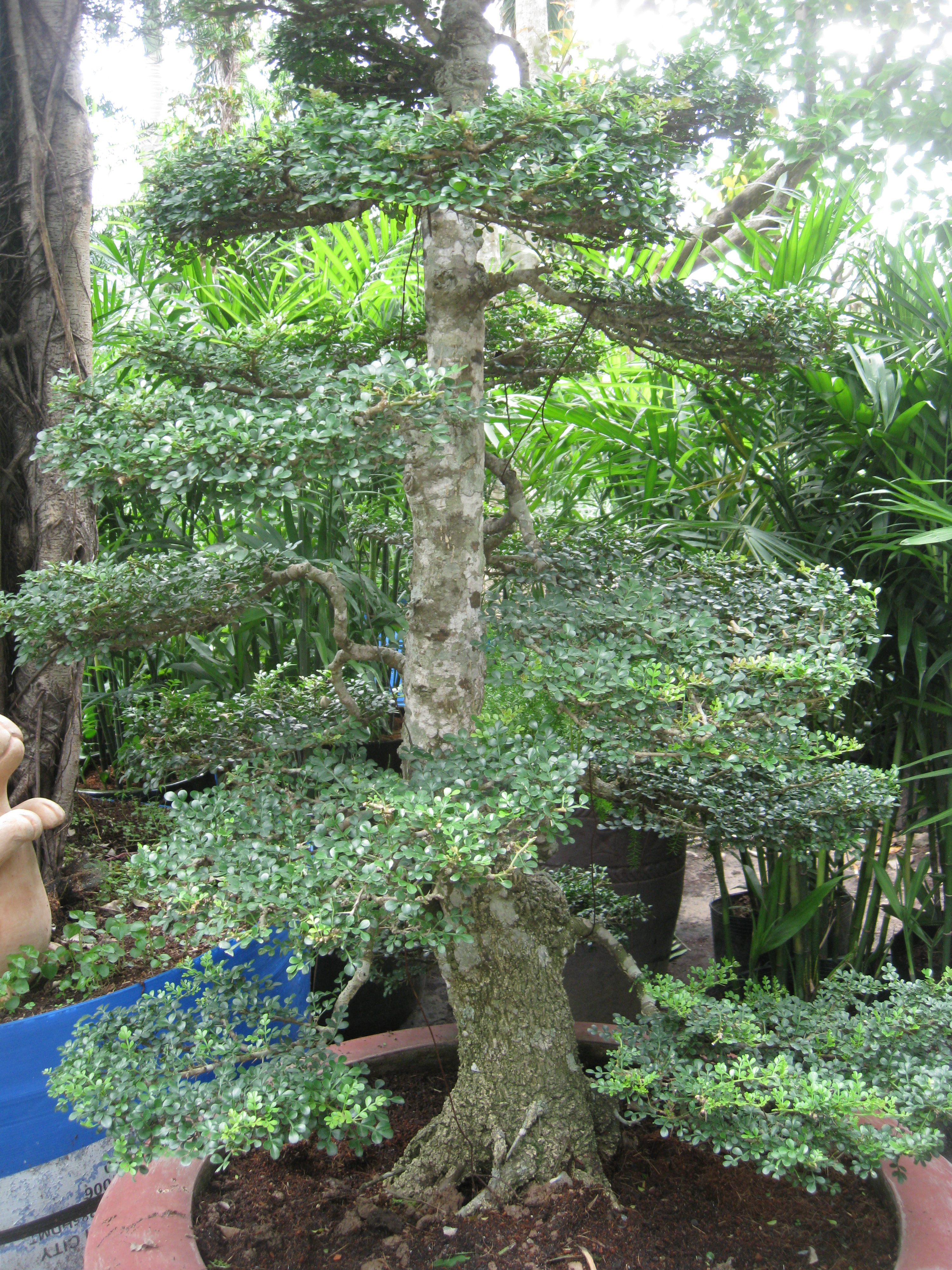
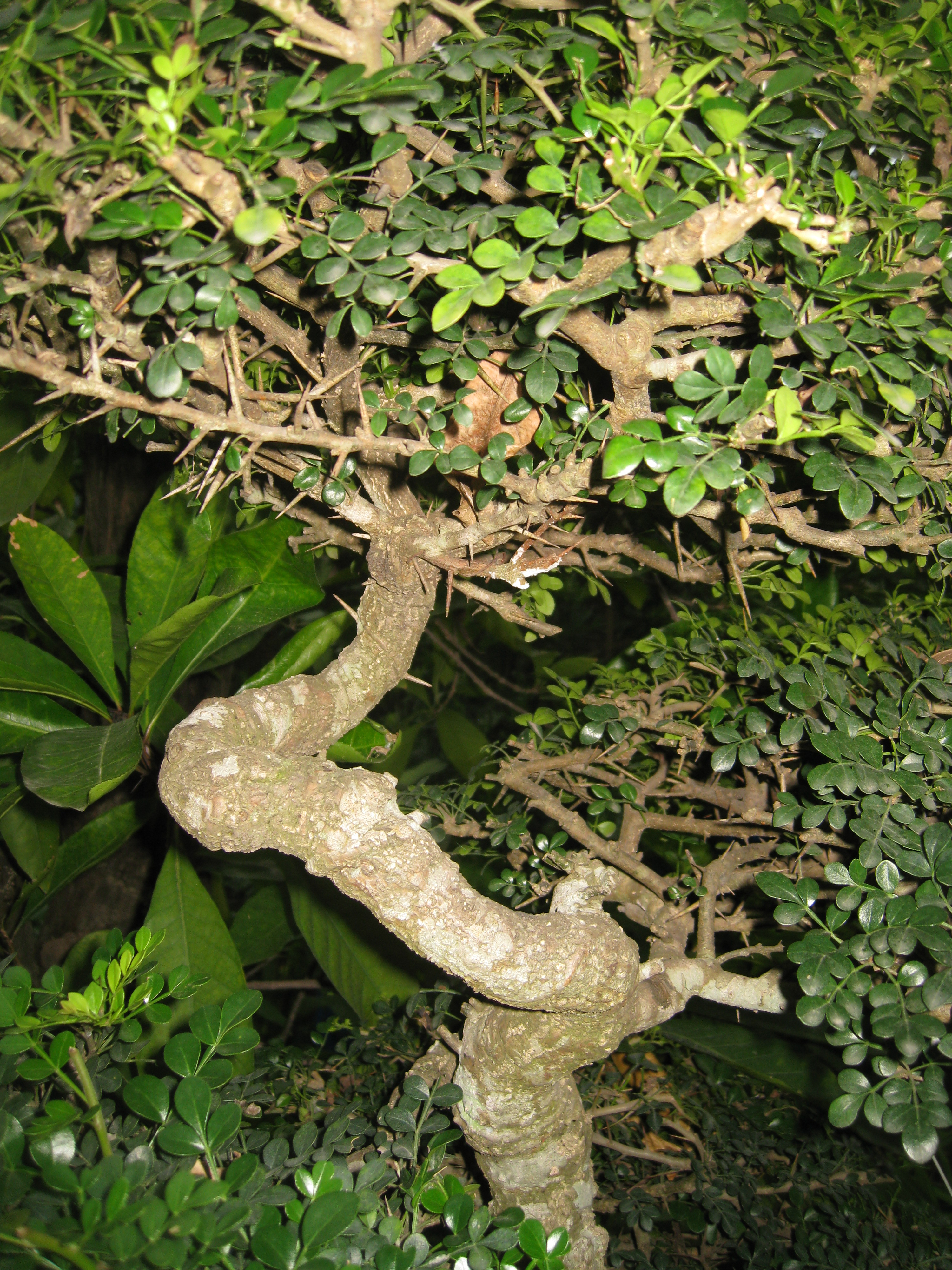